# 恋瀬信人
恋瀬信人（こいせ のぶひと）は、ゲームミュージックの作曲家。別名に「岡村宏美（おかむら ひろみ）」「佐藤修」がある。

## 作品
- アメリカントラック (PC88/PC6/MSX/FM-7&77/X1･･･1985年)
- ライレーン (PC88/FM77･･･1986年)
- アルバトロス (PC88･･･1986年)
- ファイナルゾーン (PC88･･･1986年)
- 神羅万象 (PC88VA･･･1987年)
- テスタメント(PC88/MSX･･･1987年)
- デジタルデビル物語 女神転生 (PC88･･･1987年)
- ルクソール NIGHTS OVER EGYPT (PC88/X1/FM77･･･1987年)
- 紫醜罹 SA・ZI・RI (PC88･･･1988年)
- サバッシュ(ZAVAS)(PC88/PC98/X68･･･1988年)
- エメラルドドラゴン (PC88/PC98/X68/MSX/TOWNS･･･1989年)
- ヴェインドリーム (PC88/PC98/TOWNS･･･1991年)
- サバッシュII 〜メヒテの大予言〜 (PC98･･･1993年)
- バイブルマスター(BIBLE MASTER) (PC98/TOWNS･･･1993年)
- ディファレント・レルム 久遠の賢者 (PC98･･････1993年)
- アルヴァリーク冒険記 (PC98･･･1993年)